# エリフ・シャファク
エリフ・シャファク（英: Elif Shafak, 土: Elif Şafak, 1971年10月25日 - ）は、トルコ系イギリス人の作家・活動家・政治学者。トルコで最も読まれている女性作家とされる。著書に小説『レイラの最後の10分38秒』など。

## 人物
1971年フランスのストラスブールでトルコ人の両親のもとに生まれる。幼少期から青年期をアンカラ、マドリッド、アンマン、イスタンブルで過ごした後、ロンドンに定住する。
作家活動をトルコ語と英語のバイリンガルで行っている。当初は母語のトルコ語で執筆していたが、2004年頃からは、あえて英語で執筆し、それをプロの翻訳家に依頼してトルコ語に翻訳し、その訳稿を自身で書き改める、という手法をとっている。ジャンルは小説・エッセイ・アンソロジー・児童書など多岐にわたる。作風としては、東西の伝統の融合、独特の語り口、哲学・信仰・神秘主義・アイデンティティ・ジェンダーなどに関するメッセージ性が挙げられる。
母国トルコでは、作品がヒットする一方で、アルメニア人虐殺への言及や性的暴力の描写が、政治的弾圧の対象にもなっている。
政治学者として、国際関係の学士号、ジェンダー学・女性学の修士号、政治学の博士号を持ち、トルコ・英国・米国の大学で講義している。オックスフォード大学セント・アンズ・カレッジ名誉研究員や、世界経済フォーラムの評議会メンバー、欧州外交問題評議会の創設メンバーでもある。
TEDグローバルにも度々登壇している。女性・子ども・LGBTQの人権擁護活動も行っている。
栄誉として、フランス芸術文化勲章（2010年）、英国王立文学協会会員（2019年選出）、BBC100人の女性（2021年）がある。ブッカー賞やバーグルエン賞の選考委員も務めている。2019年の小説『レイラの最後の10分38秒』は、2019年ブッカー賞や2020年の英国王立文学協会オンダーチェ賞の最終候補作、および『エコノミスト』やブラックウェルズの年間ベストブックに選ばれた。
私生活では、夫と二人の子がおり、バイセクシャルであることを公言している。

## 著作（日本語訳）
- "My homeland is storyland", Browse: The World in Bookshops, edited by Henry Hitchings, Pushkin Press, 2016, ISBN 9781782272120
  - 「物語がわたしの故郷」浅尾敦則訳、ヘンリー・ヒッチングズ編『この星の忘れられない本屋の話』ポプラ社、2017年。ISBN 9784591156650
- 10 Minutes 38 Seconds in This Strange World, Viking, 2019, ISBN 9780241293867
  - 『レイラの最後の10分38秒』北田絵里子訳、早川書房、2020年